# Scillé
Scillé é uma comuna francesa na região administrativa da Nova Aquitânia, no departamento de Deux-Sèvres. Estende-se por uma área de 11,43 km². Em 2010 a comuna tinha 359 habitantes (densidade: 31,4 hab./km²).